# Wereldkampioenschappen kunstschaatsen 1966
De Wereldkampioenschappen kunstschaatsen 1966 werden gevormd door vier toernooien die door de Internationale Schaatsunie werden georganiseerd.
Het WK evenement van 1966 vond van 22 tot en met 27 februari plaats in Davos, Zwitserland. Het was de elfde keer dat de Wereldkampioenschappen kunstschaatsen hier plaatsvonden. Het was de dertiende keer dat een WK evenement in de Zwitserland plaatsvond.
Voor de mannen was het de 56e editie, voor de vrouwen de 46e editie, voor de paren de 44e editie, en voor de ijsdansers de veertiende editie.

## Deelname
Er namen deelnemers uit dertien landen deel aan deze kampioenschappen. Zij vulden 72 startplaatsen in. Er namen geen deelnemers uit België en Nederland aan deze kampioenschappen deel.
(Tussen haakjes het totaal aantal startplaatsen in de vier toernooien.)
| Verenigde Staten (11) Canada (9) Duitse Democratische Republiek (7) Oostenrijk (7) West-Duitsland (6) | Sovjet-Unie (5) Verenigd Koninkrijk (5) Frankrijk (4) Hongarije (4) | Japan (4) Tsjecho-Slowakije (4) Zwitserland (4) Italië (2) |

## Medailleverdeling
Bij de mannen stond een geheel nieuw trio op het erepodium. Dit was behalve het eerste kampioenschap in 1896 en het eerste naoorlogse toernooi in 1947 na zeven jaar onderbreking, het eerste toernooi waarop dit plaatsvond. Emmerich Danzer werd de 22e wereldkampioen bij de mannen en de zesde Oostenrijker die de wereldtitel veroverde. Hij trad daarmee in de voetsporen van Gustav Hugel, Fritz Kachler, Willy Böckl, Karl Schäfer en Felix Kaspar.
Bij de vrouwen werd Peggy Fleming de zeventiende wereldkampioene en de derde Amerikaanse die de wereldtitel bij de vrouwen behaalde. Zij trad daarmee in de voetsporen van Tenley Albright en Carol Heiss. Fleming veroverde haar tweede WK medaille, in 1965 werd ze derde. Gabriele Seyfert stond voor de eerste keer op het podium, zij werd tweede en veroverde daarmee de eerste medaille voor de DDR bij het WK kunstschaatsen. De nummer drie, Petra Burka, in 1964 derde en in 1965 de wereldkampioene, stond dit jaar weer op plaats drie op het erepodium.
Het paar Ljoedmila Belousova / Oleg Protopopov prolongeerden hun in 1965 veroverde wereldtitel, zij stonden voor het vijfde opeenvolgende jaar op het erepodium, in 1962, 1963, 1964 werden ze tweede. Voor Tatjana Zjoek was het haar derde WK medaille, in 1963 werd ze derde met schaatspartner Aleksandr Gavrilov, in 1965 werd ze derde en dit jaar tweede met schaatspartner Aleksandr Gorelik. Cynthia Kauffmann / Ronald Kauffmann op plaats drie namen voor de eerste keer op het podium plaats.
Bij het ijsdansen veroverden Diane Towler / Bernard Ford uit het Verenigd Koninkrijk als zesde paar de wereldtitel bij het ijsdansen, ze waren het vijfde Britse paar dat hierin slaagde. Het was hun eerste WK medaille. Het paar op plaats twee, Kristin Fortune / Dennis Sveum,stonden ook voor het eerst op het erepodium. De nummers drie, Lorna Dyer / John Carrell, stonden voor de tweede keer op het podium, ook in 1965 werden ze derde.
| Discipline | Goud                                  | Zilver                            | Brons                                |
| ---------- | ------------------------------------- | --------------------------------- | ------------------------------------ |
| Mannen     | Emmerich Danzer                       | Wolfgang Schwarz                  | Gary Visconti                        |
| Vrouwen    | Peggy Fleming                         | Gabriele Seyfert                  | Petra Burka                          |
| Paren      | Ljoedmila Belousova / Oleg Protopopov | Tatjana Zjoek / Aleksandr Gorelik | Cynthia Kauffmann / Ronald Kauffmann |
| IJsdansen  | Diane Towler / Bernard Ford           | Kristin Fortune / Dennis Sveum    | Lorna Dyer / John Carrell            |

## Uitslagen
pc/9 = plaatsingcijfer bij negen juryleden
| #      | naam (deelname)        | land                                    | pc/9 |
| ------ | ---------------------- | --------------------------------------- | ---- |
| Goud   | Emmerich Danzer (5)    | Vlag van Oostenrijk                     | 11   |
| Zilver | Wolfgang Schwarz (2)   | Vlag van Oostenrijk                     | 25   |
| Brons  | Gary Visconti (2)      | Vlag van Verenigde Staten               | 28   |
| 4      | Scott Allen (5)        | Vlag van Verenigde Staten               | 33   |
| 5      | Nobuo Sato (6)         | Vlag van Japan                          | 46   |
| 6      | Patrick Péra (3)       | Vlag van Frankrijk                      | 52   |
| 7      | Donald Knight (4)      | Vlag van Canada                         | 66   |
| 8      | Ondrej Nepala (3)      | Vlag van Tsjecho-Slowakije              | 82   |
| 9      | Giordano Abbondati (3) | Vlag van Italië                         | 92   |
| 10     | Jay Humphrey (2)       | Vlag van Canada                         | 106  |
| 11     | Charles Snelling (7)   | Vlag van Canada                         | 100  |
| 12     | William Chapel         | Vlag van Verenigde Staten               | 103  |
| 13     | Robert Dureville (5)   | Vlag van Frankrijk                      | 106  |
| 14     | Ralph Borghard         | Vlag van Duitse Democratische Republiek | 111  |
| 15     | Jenö Ebert (3)         | Vlag van Hongarije                      | 124  |
| 16     | Günter Anderl          | Vlag van Oostenrijk                     | 148  |
| 17     | Valeri Meskov (4)      | Vlag van Sovjet-Unie                    | 157  |
| 18     | Malcom Cannon (2)      | Vlag van Verenigd Koninkrijk            | 160  |
| 19     | Tsuguhiko Kozuka       | Vlag van Japan                          | 168  |
| 20     | Bodo Bockenauer (2)    | Vlag van Bondsrepubliek Duitsland       | 175  |
| 21     | Hansjörg Studer        | Vlag van Zwitserland                    | 185  |

| #      | naam (deelname)           | land                                    | pc/9 |
| ------ | ------------------------- | --------------------------------------- | ---- |
| Goud   | Peggy Fleming (3)         | Vlag van Verenigde Staten               | 9    |
| Zilver | Gabriele Seyfert (3)      | Vlag van Duitse Democratische Republiek | 22   |
| Brons  | Petra Burka (5)           | Vlag van Canada                         | 23   |
| 4      | Valerie Jones (2)         | Vlag van Canada                         | 41   |
| 5      | Nicole Hassler (7)        | Vlag van Frankrijk                      | 42   |
| 6      | Hana Mašková (3)          | Vlag van Tsjecho-Slowakije              | 63   |
| 7      | Zsuzsa Almássy (2)        | Vlag van Hongarije                      | 67   |
| 8      | Miwa Fukuhara (6)         | Vlag van Japan                          | 63   |
| 9      | Albertina Noyes (3)       | Vlag van Verenigde Staten               | 83   |
| 10     | Kumiko Okawa (3)          | Vlag van Japan                          | 88   |
| 11     | Uschi Keszler (2)         | Vlag van Bondsrepubliek Duitsland       | 101  |
| 12     | Pamela Schneider          | Vlag van Verenigde Staten               | 105  |
| 13     | Sally-Anne Stapleford (2) | Vlag van Verenigd Koninkrijk            | 115  |
| 14     | Elisabeth Mikula          | Vlag van Oostenrijk                     | 132  |
| 15     | Roberta Laurent           | Vlag van Canada                         | 133  |
| 16     | Elisabeth Nestler         | Vlag van Oostenrijk                     | 148  |
| 17     | Jelena Schtscheglova      | Vlag van Sovjet-Unie                    | 151  |
| 18     | Pia Zürcher               | Vlag van Zwitserland                    | 151  |
| 19     | Beate Richter             | Vlag van Duitse Democratische Republiek | 170  |
| 20     | Martina Clausner          | Vlag van Duitse Democratische Republiek | 176  |

| #      | naam (deelname)                             | land                                    | pc/9 |
| ------ | ------------------------------------------- | --------------------------------------- | ---- |
| Goud   | Ljoedmila Belousova (7) Oleg Protopopov (7) | Vlag van Sovjet-Unie                    | 13   |
| Zilver | Tatjana Zjoek (4) Aleksandr Gorelik (2)     | Vlag van Sovjet-Unie                    | 14   |
| Brons  | Cynthia Kauffmann (3) Ronald Kauffmann (3)  | Vlag van Verenigde Staten               | 30   |
| 4      | Margot Glockschuber (2) Wolfgang Danne (3)  | Vlag van Bondsrepubliek Duitsland       | 35   |
| 5      | Sonja Pfersdorf (4) Gunther Matzdorf (4)    | Vlag van Bondsrepubliek Duitsland       | 46   |
| 6      | Gudrun Hauss Walter Hafner                  | Vlag van Bondsrepubliek Duitsland       | 56   |
| 7      | Irene Müller (3) Hans-Georg Dallmer (3)     | Vlag van Duitse Democratische Republiek | 60   |
| 8      | Monique Mathys Yves Aellig                  | Vlag van Zwitserland                    | 84,5 |
| 9      | Heidemarie Steiner Ulrich Walther           | Vlag van Duitse Democratische Republiek | 87,5 |
| 10     | Agnes Wlachowska (2) Peter Bartosiewicz (2) | Vlag van Tsjecho-Slowakije              | 89   |
| 11     | Susan Behrens Roy Wagelein                  | Vlag van Verenigde Staten               | 92   |
| 12     | Mona Szabo Peter Szabo                      | Vlag van Zwitserland                    | 104  |
| 13     | Susan Huehnergard (2) Paul Huehnergard (2)  | Vlag van Canada                         | 118  |
| 14     | Gerlinde Schönbauer (3) Willi Bietak (3)    | Vlag van Oostenrijk                     | 124  |
| 15     | Maria Csordás (2) Lászlo Kondi (2)          | Vlag van Hongarije                      | 131  |

| #      | naam (deelname)                                | land                                    | pc/7 |
| ------ | ---------------------------------------------- | --------------------------------------- | ---- |
| Goud   | Diane Towler (3) Bernard Ford (3)              | Vlag van Verenigd Koninkrijk            | 9    |
| Zilver | Kristin Fortune (2) Dennis Sveum (2)           | Vlag van Verenigde Staten               | 17   |
| Brons  | Lorna Dyer (4) John Carrell (4)                | Vlag van Verenigde Staten               | 17   |
| 4      | Yvonne Suddick (3) Roger Kennerson (3)         | Vlag van Verenigd Koninkrijk            | 27   |
| 5      | Brigitte Martin (3) Francis Gamichon (3)       | Vlag van Frankrijk                      | 42   |
| 6      | Janet Sawbridge (4) Jon Lane                   | Vlag van Verenigd Koninkrijk            | 41   |
| 7      | Gabrielle Mathysik-Rauch (4) Rudi Mathysik (4) | Vlag van Bondsrepubliek Duitsland       | 53   |
| 8      | Jitka Babická (3) Jaromir Hollan (3)           | Vlag van Tsjecho-Slowakije              | 53   |
| 9      | Carole Forrest (3) Kevin Lethbridge (3)        | Vlag van Canada                         | 59   |
| 10     | Ljoedmila Potsjomova Viktor Risjkin            | Vlag van Sovjet-Unie                    | 68   |
| 11     | Sally Urban-Schantz (3) Stanley Urban (3)      | Vlag van Verenigde Staten               | 79   |
| 12     | Gail Snyder Wayne Palmer                       | Vlag van Canada                         | 91   |
| 13     | Annerose Baier (2) Eberhard Rüger (2)          | Vlag van Duitse Democratische Republiek | 92,5 |
| 14     | Susanna Carpani Sergio Pirelli                 | Vlag van Italië                         | 98   |
| 15     | Edith Mató Karl Csanadi                        | Vlag van Hongarije                      | 94,5 |
| 16     | Christi Trebesiner (4) Herbert Rothkappl       | Vlag van Oostenrijk                     | 111  |

Medaillewinnaars

Mannen · 
Vrouwen ·
Paren · 
IJsdansen

 Toernooi

1896 · 
1897 · 
1898 · 
1899 · 
1900 · 
1901 · 
1902 · 
1903 · 
1904 · 
1905 · 
1906 · 
1907 · 
1908 · 
1909 · 
1910 · 
1911 · 
1912 · 
1913 · 
1914 · 
1915-1921 · 
1922 · 
1923 · 
1924 · 
1925 · 
1926 · 
1927 · 
1928 · 
1929 · 
1930 · 
1931 · 
1932 · 
1933 · 
1934 · 
1935 · 
1936 · 
1937 · 
1938 · 
1939 ·
1940-1946 · 
1947 · 
1948 · 
1949 · 
1950 · 
1951 · 
1952 · 
1953 · 
1954 · 
1955 · 
1956 · 
1957 · 
1958 · 
1959 · 
1960 · 
1961 · 
1962 · 
1963 · 
1964 · 
1965 · 
1966 · 
1967 · 
1968 · 
1969 · 
1970 · 
1971 · 
1972 · 
1973 · 
1974 · 
1975 · 
1976 · 
1977 · 
1978 · 
1979 · 
1980 · 
1981 · 
1982 · 
1983 · 
1984 · 
1985 · 
1986 · 
1987 · 
1988 · 
1989 · 
1990 · 
1991 · 
1992 · 
1993 · 
1994 · 
1995 ·
1996 · 
1997 · 
1998 · 
1999 · 
2000 · 
2001 · 
2002 · 
2003 · 
2004 · 
2005 · 
2006 ·
2007 ·
2008 ·
2009 ·
2010 ·
2011 ·
2012 ·
2013 ·
2014 ·
2015 ·
2016 ·
2017 ·
2018 ·
2019 · 
2020 · 
2021 ·
2022 ·
2023 ·
2024

 ISU-kampioenschappen

WK kunstschaatsen junioren ·
EK kunstschaatsen ·
Viercontinentenkampioenschap ·
Olympische Spelen